# Asiodixa maculosa
Asiodixa maculosa är en tvåvingeart som beskrevs av Papp 2006. Asiodixa maculosa ingår i släktet Asiodixa och familjen u-myggor.
Artens utbredningsområde är Thailand. Inga underarter finns listade i Catalogue of Life.